# Smash Hit
Smash Hit (reso graficamente smAsh hit) è un videogioco sviluppato e pubblicato dalla Mediocre AB nel 2014. Il gioco consiste nel lanciare palline di ferro negli ostacoli che ci vengono incontro, come vetri e coni, e altre varie strutture come cubi o DNA. È stato reso disponibile gratis negli store a marzo del 2014 e già è divenuto molto popolare raggiungendo in meno di tre anni le 100 milioni di installazioni..

## Modalità di gioco
Smash Hit è uno sparatutto su rotaia astratto in cui il giocatore viaggia in avanti a velocità costante, dove la musica dinamica cambia man mano che il giocatore avanza nel livello. La versione 1.0.0 presentava inizialmente solo 9 livelli ma dalla versione 1.2.0 sono presenti 11 livelli seguiti dalla modalità infinita. Il gioco renderizza segmenti di livelli che vengono in parte mischiati casualmente in maniera parziale mentre la fisica è gestita da un motore fisico realizzato su misura per il gioco in maniera da impedire lag o glitch.
Il giocatore ha l'obiettivo di sparare delle palline di ferro per distruggere gli ostacoli di vetro che incontra sul cammino facendo però attenzione alla limitata scorta di munizioni; il gioco non presenta alcun finale bensì al termine del livello 11 (livello 9 per le versioni prima della versione 1.2.0) si proseguirà nella modalità infinita. Qualsiasi collisione con un ostacolo comporta la perdita di una grande quantità di munizioni, ovvero dieci palline. Gli ostacoli possono essere distrutti direttamente con le palline, oppure spostati sparando ad alcuni interruttori. I giocatori possono anche ottenere dei potenziamenti e attivarli per un certo lasso di tempo. Ogni potenziamento dà un effetto speciale quando attivato, come fornire al giocatore una scorta infinita di palline, rendere tutte le palline esplosive o rallentare il tempo.
Per sopravvivere bisogna costantemente ripulire l'area dagli ostacoli realizzando delle combo e distruggendo dei cristalli speciali per recuperare una certa quantità di munizioni; la distruzione di una sequenza consecutiva di cristalli aumenterà la velocità di fuoco del giocatore, consentendogli di sparare fino a cinque palline contemporaneamente, con ogni colpo che consumerà solo una pallina dalla riserva di munizioni nonostante ne vengano sparate di più. Se si manca un cristallo oppure si subisce dei danni farà tornare il giocatore alla velocità di fuoco standard e sparerà solo una pallina per volta. Il completamento della campagna principale, che può essere estremamente difficile da conseguire gratuitamente poiché i checkpoint richiedono l'acquisto della versione completa, sbloccherà la modalità infinita in cui la campagna si ripeterà all'infinito fino a quando il giocatore non esaurirà tutte le palline. L'obiettivo di tale modalità è quello di sopravvivere il più a lungo possibile. Ogni qualvolta si raggiunge un checkpoint si guadagna un punto che si assimila al punteggio totale.

## Accoglienza
Smash Hit ha ricevuto recensioni per lo più positive. Common Sense Media ha assegnato al gioco 5 su 5 lodandolo come "un'esperienza terapeutica" e "completamente ipnotizzante". L'aspetto tecnico del gioco ha fatto molto discutere la critica. Il gioco godeva di ottime grafiche e un eccellente motore fisico che veniva eseguito anche su hardware di bassa gamma.